# Florentino Guimaraens
Juan Florentino Guimaraens (* 14. März 1894 im Departamento Soriano; † nach Februar 1959) war ein uruguayischer Politiker.
Guimaraens gehörte der Partido Colorado an. Nachdem er vom 1. Juli 1931 bis zum 14. Februar 1932 zunächst ein Mandat als stellvertretender Abgeordneter für das Departamento Soriano in der Cámara de Representantes innehatte, war er in der 31. und der 34. bis 36. Legislaturperiode gewählter Abgeordneter für eben jenes Departamento. 1955 folgte eine viermonatige Zeit als Senator. Anschließend war er in der Zeit der Regierung des Nationalrats von Mai 1956 bis Juni 1957 Verteidigungsminister und übernahm dann das Bauministerium, dem er bis Februar 1959 als Minister vorstand.

## Zeitraum seiner Parlamentszugehörigkeit
- 1. Juli 1931 bis 14. Februar 1932 (Cámara de Representantes, 30.LP) als stellvertretender Abgeordneter
- 15. Februar 1932 bis 31. März 1933 (Cámara de Representantes, 31.LP)
- 15. Februar 1943 bis 14. Februar 1947 (Cámara de Representantes, 34.LP)
- 15. Februar 1947 bis 14. Februar 1951 (Cámara de Representantes, 35.LP)
- 15. Februar 1951 bis 12. Mai 1952 (Cámara de Representantes, 36.LP)
- 16. Februar 1955 bis 14. Juni 1955 (Cámara de Senadores, 37.LP)

## Ehrungen
- 1958: Großkreuz des Verdienstordens der Bundesrepublik Deutschland[4]